# Urugwaj na Letnich Igrzyskach Olimpijskich 1988
Urugwaj na Letnich Igrzyskach Olimpijskich 1988 reprezentowało 15 zawodników (15 mężczyzn i 1 kobieta). Był to 14 start reprezentacji Urugwaju na letnich igrzyskach olimpijskich.

## Skład kadry

### Boks
Mężczyźni
- Daniel Freitas

waga lekka - 33. miejsce
- Juan Carlos Montiel

waga średnia - 17. miejsce

### Kolarstwo
Mężczyźni
- José Asconeguy

wyścig ze startu wspólnego - 46. miejsce
- Alcides Etcheverry

wyścig ze startu wspólnego - 77. miejsce
- Federico Moreira

wyścig na punkty - DNF

### Lekkoatletyka
Kobiety
- Claudia Acerenza

bieg na 100 m - odpadła w eliminacjach
bieg na 200 m - odpadła w eliminacjach

### Pięciobój nowoczesny
Mężczyźni
- Alejandro Michelena

indywidualnie - 62. miejsce

### Pływanie
Mężczyźni
- Carlos Scanavino

100 m stylem dowolnym - 39. miejsce
200 m stylem dowolnym - 19. miejsce
400 m stylem dowolnym - 12. miejsce

### Podnoszenie ciężarów
Mężczyźni
- Germán Tozdjián

waga do 90 kg - nie zaliczył żadnej próby

### Wioślarstwo
Mężczyźni
- Jesús Posse

jedynka - 11. miejsce

### Żeglarstwo
Mężczyźni
- Alejandro Ferreiro, Bernd Knuppel

klasa Star   - 21. miejsce
- Héber Ansorena, Horacio Carabelli, Luis Chiapparro

klasa Soling  - 16. miejsce